# Ann-Sofi Colling
Ann-Sofi Colling (también llamada Ann-Sofi Pettersson, Estocolmo, Suecia, 1 de enero de 1932) es una gimnasta artística sueca, especialista en las pruebas de barras asimétricas y salto de potro, con las que ha logrado ser campeona del mundo en Basilea 1950 y Roma 1954, respectivamente.

## Carrera deportiva
En el Mundial de Basilea 1950 gana oro en asimétricas —empatada con la austriaca Gertchen Kolar, oro en equipo —por delante del equipo de gimnastas francesas y de las italianas— y plata en la general individual, tras la polaca Helena Rakoczy.
En los JJ. OO. de Helsinki 1952 consigue el oro en el concurso de equipos con aparatos (una modalidad similar a la gimnasia rítmica actual), por delante de las soviéticas y húngaras.
Dos años después, en el Mundial de Roma 1954 consigue oro en salto de potro, empatada con la soviética Tamara Manina, y por delante de su compatriota la sueca Evy Berggren.
Por último, en las Olimpiadas celebradas en Melbourne (Australia) en 1956 consigue una plata en equipo con aparatos, y el bronce en salto de potro.